# 11807 Wannberg
11807 Wannberg eller 1981 EH17 är en asteroid i huvudbältet som upptäcktes den 1 mars 1981 av den amerikanska astronomen Schelte J. Bus vid Siding Spring-observatoriet. Den är uppkallad efter astronomen Asta Pellinen-Wannberg.
Asteroiden har en diameter på ungefär 6 kilometer.